# Rusli Amran
Pour les articles homonymes, voir Amran (homonymie).
Rusli Amran est une personnalité politique indonésienne, né à Padang le 14 septembre 1922 et mort en 1996.

## Biographie
Issu du peuple Minangkabau, il participe pendant la Révolution indonésienne à la création du journal Berita Indonesia et au début des années 1950 rejoint la bureaucratie d'État, d'abord au Ministère de la Défense puis celui de l'Économie et finalement des Affaires étrangères.[réf. nécessaire]
Il devient diplomate à Moscou et à Paris dans les années 1960 à 70, avant de se retirer de la vie politique en 1972. Il se consacre jusqu'à son décès à l'écriture de livres d'histoire et de recueils photographiques sur Sumatra occidental.